# Tinker Air Force Base
Tinker Air Force Base est une importante base militaire de l'US Air Force située à Oklahoma City, dans la banlieue de Midwest City, Oklahoma. La base compte 26 000 personnes, militaires et civils. C'est le plus grand employeur sur un seul site de l'Oklahoma. Les installations couvrent 20,37 km2 et compte 760 bâtiments pour une surface construite de 1 410 000 m2.
Tinker est le siège de l'Oklahoma City Air Logistics Center (OC-ALC) appartenant à l'Air Force Materiel Command. C'est le plus grand gestionnaire au monde d'avions, de moteurs, de missiles, de software, d'avionique et de accessoires. Le commandant  de l'OC-ALC est le major-général Loren M. Reno. C'est l'un des trois ALC, les deux autres sont l'Ogden Air Logistics Center (OO-ALC) basé à Hill Air Force Base (Utah) et Warner-Robins Air Logistics Center (WR-ALC) situé à Robins Air Force Base (Géorgie).
L'unité hébergée à Tinker est le 72nd Air Base Wing (72 ABW), elle sert et supporte l'OC-ALC et ses autres organismes. Le commandant de l'unité et des installations est le colonel Mark Correll.

## Histoire
En 1940, le département de la Guerre était en train d'examiner la possibilité d'établir au centre de États-Unis une base logistique et de maintenance. Les dirigeants d'Oklahoma City proposèrent un site de 1,9 km2 et s'acquirent un terrain supplémentaire en option de 3,9 km2.
Le terrain de Tinker était le site de l'usine de la Douglas Aircraft Company qui produisit près de la moitié des Douglas C-47 Skytrain de la Seconde Guerre mondiale. L'usine produisit aussi un certain nombre d'A-20 Havoc. La production cessa en 1945.
Le 14 novembre 1984, un immense feu qui brûla durant deux jours, détruisit et endommagea plus de 65 000 m2 dans le bâtiment 3001 du Centre logistique aérien, causant 63,5 millions de $ de dégâts.
Durant une grande partie des années 1990, Tinker hébergea les installations du réseau d'échange automatisé des données météorologiques qui consolida toutes les données météorologique militaire des États-Unis à travers le monde. Originellement basées à Carswell Air Force Base, elles ont été plus tard transféré à Offutt Air Force Base.
À la fin des années 1990, Tinker reçut l'escadre TACAMO de la Navy qui effectue la maintenance, la sécurité, les opérations, l'administration, l'entraînement et le soutien logistique de la flotte d'E-6B Mercury. TACAMO fut la première unité aéronavale complètement intégrée sur une base de l'US Air Force, réalisant ainsi des missions conjointes

## Unités actuellement basées à Tinkers

### Unités principales
Tinker AFB est le siège d'importantes activités du Département de la Défense des États-Unis, de l'US Air Force et de l'US Navy chargées de missions critiques pour la défense nationale.
- Oklahoma City Air Logistics Center (OC-ALC)
OC-ALC est le plus grand des trois ALC, il fournit des hangars de maintenance, des supports de produits, des services et une chaîne logistique, ainsi que le support d'information pour 31 systèmes d'arme, 10 commandements, 93 bases aériennes et 46 pays étrangers.
- 72nd Air Base Wing (72 ABW)
C'est une escadre doté de plusieurs unités et missions, elle assure le support de l'OC-OLC et de ses organes associés.
  - 72nd Medical Group (MDG)
  - 72nd Mission Support Group (MSG)
- 76th Maintenance Wing (MXW)
  - 76th Aircraft Maintenance Group (AMXG)
  - 654th Combat Logistics Support Squadron (CLSS)
  - 76th Propulsion Maintenance Group (PMXG)
  - 76th Commodities Maintenance Group (CMXG)
  - 76th Software Maintenance Group (SMXG)
  - 76th Maintenance Support Group (MXSG)
- 327th Aircraft Sustainment Wing (ASW)
  - 327th ASG (B-52 & missiles de croisière)
  - 727th ASG (soutien logistique des fournisseurs)
  - 747th ASG (Systems de combat)
  - 827th ASG (C/KC-135)
- 448th Combat Sustainment Wing (CSW)
  - 448th Combat Sustainment Group (448 CBSG)
  - 748th Combat Sustainment Group (748 CBSG)
  - 848th Combat Sustainment Group (848 CBSG)
  - 948th Combat Sustainment Group (948 CBSG)

### Unités locataires

#### 552nd Air Control Wing (ACW)
La 552nd Air Control Wing (marquage de queue : « OK ») fait voler des E-3 Sentry appartenant à l'Air Combat Command. Le radar de cet appareil et les autres capteurs permettent la surveillance, l'alerte et l'interception à grande distance. Le 552nd ACW est composé de trois groupes :
- 552nd Operations Group
  - 960th Airborne Air Control Squadron
  - 963nd Airborne Air Control Squadron « Blue Knights » (E-3)
  - 964th Airborne Air Control Squadron (E-3)
  - 965th Airborne Air Control Squadron (E-3)
  - 966th Airborne Air Control Squadron (E-3, Boeing 707)
  - 970th Airborne Air Control Squadron (Reserve)
  - 552nd Training Squadron
- 552nd Maintenance Group
- 552nd Communications Group
  - 752nd Communication Squadron
  - 552nd Computer Systems Squadron

#### 507th Air Refueling Wing
Le 507th Air Refueling Wing (ARW) est l'une des deux unités volante de l'Air Force Reserve Command dans l'État d'Oklahoma. Le 507th ARW dépend de la 4th Air Force et participe aux ponts aériens et au ravitaillement en vol de l'Air Mobility Command.
Le 507th ARW est constitué de 4 groupes, 15 squadrons et 5 flights. Il emploie environ 1 150 hommes et femmes, dont 184 sont des Air Reserve Technicians et 20 civils, qui servent à plein temps. L'unité utilise 8 avions de ravitaillement en vol KC-135 Stratotanker ainsi qu'un BAE 125/800 Hawker dans une unité associée. Il opère en coopération avec le 137th Air Refueling Wing.

#### STRATCOM Wing ONE

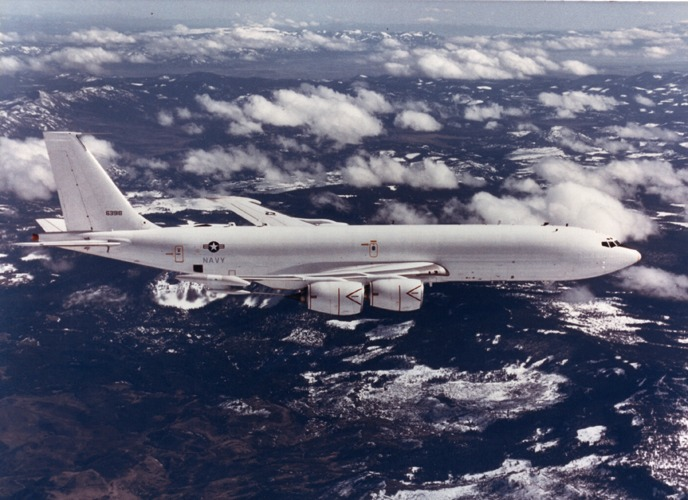
Un E-6 Mercury de l'US Navy.

Le Strategic Communications (STRATCOM) Wing ONE est une unité de l'US Navy unique en son genre. Elle fournit une ligne de communication vitale et sécurisée dans le but d'être utilisée en cas de guerre nucléaire, de conflit majeur pour assurer les communications entre les décideurs dont la National Command Authority (NCA) et la triade du système américain de délivrance d'armes stratégiques que sont les bombardiers, les missiles balistiques intercontinentaux et les missiles lancés par sous-marins. Aussi connu sous la dénomination mission TACAMO (pour « Take Charge and Move Out » en français « équipes-toi et pars »), le STRATCOMWING ONE utilise des E-6 Mercury de l'US Navy répartis en deux escadrons opérationnels et des EC-18F empruntés à l'USAF et utilisé au sein d'un troisième escadron d'entraînement. La mission principale du STRATCOMWING ONE est de recevoir, vérifier et retransmettre les ordres urgents aux forces stratégiques. Avec le retrait des EC-135 de l'USAF, les E-6 Mercury modernisés équipés de l'Airborne Launch Control System (ALCS) assurent depuis le 1er octobre 1998 aussi le rôle de poste de commandement aéroportée pour l'United States Strategic Command (USSTRATCOM).
L'escadre exécute aussi des missions d'alertes sur E-6B à partir de Travis AFB (Californie) et de la base aéronavale de Patuxent River (Maryland).
Plusieurs unités sont rattachées au STRATCOMWING ONE :
- Fleet Air Reconnaissance Squadron THREE (VQ-3) (E-6B)
- Fleet Air Reconnaissance Squadron FOUR (VQ-4) (E-6B)
- Fleet Air Reconnaissance Squadron SEVEN (VQ-7) (E-6B)

#### Autres unités
- Le 137th Air Refueling Wing utilise des KC-135R en coopération avec le 507th Air Refueling Wing.
- Le 38th Engineering Installation Group a la responsabilité mondiale de l'ingénierie et de l'installation de tous les équipements électroniques et de communication de l'US Air Force.
- Le 3rd Combat Communications Group, familièrement appelé « Third Herd », fournit terminaux de communications, des systèmes informatiques, des aides à la navigation et des systèmes de contrôle aériens déployable n'importe où dans le monde.
- Le Defense Mega Center Oklahoma City est une branche locale de la Defense Information Systems Agency. Il gère des systèmes informatiques de la base et de 110 autres base répartie dans 46 États.
- Le Defense Distribution Depot Oklahoma est chargé de la réception, du stockage, de l'inspection, de la distribution et du chargement des matériels, ainsi que de leur préservation, de leur conditionnement, de leur inventaire pour l'OC-ALC ou d'autres organismes de la base.

## Faits historiques
La première prévision réussie de tornade le 25 mars 1948 a été émise sur cette base, près de trois heures avant qu'elle ne touche le coin sud-ouest de la base. Une balise en granit dans l’Heritage Airpark de la base commémore l'évènement.
Le 29 septembre 1957, Buddy Holly and the Crickets enregistra An Empty Cup, Rock Me My Baby et Maybe Baby au club des officiers de la base de Tinker.

## Sources
- (en) Cet article est partiellement ou en totalité issu de l’article de Wikipédia en anglais intitulé « Tinker Air Force Base » (voir la liste des auteurs).